# Кузгунджук
Кузгунджук (на турски: Kuzguncuk) е квартал в район Юскюдар от азиатската страна на Босфора в Истанбул, Турция. Кварталът е съсредоточен върху долина, отваряща се към Босфора и е донякъде изолиран от основната част на града, като е заобиколен от природни резервати, гробища и военна инсталация. Това е тих квартал с улици, облицовани с антични османски дървени къщи.
Kузгунджук граничи на север с Бейлербей, на изток с Бурханийе, на юг с Иджадийе и Султантепе, а на запад с Босфора. От другата страна на Босфора е Бешикташ. Магистрала Otoyol 1 O-1 разделя квартала от Бурханийе.

## История
Думата kuzguncuk на турски означава „малък гарван“ или „затворен прозорец на затворническа врата“. Твърди се, че името идва от свещена личност на име Кузгун Баба, която е живяла в района по времето на султан Мехмет II или от поквареното предишно име, Козиница.
По време на Византия тази област може да се е наричала Хрисокерамос (Хрисокерамос), което означава „златна плочка“, заради църква тук с позлатен покрив. Около 553 г. Нарсес има църква, построена тук, посветена на Дева Мария.
Евреите, които са били изгонени от Испания и Португалия и приети в Османската империя в края на 15 век, са сред заселниците в квартала. Като доброволни имигранти те имат повече свобода по отношение на мястото си на пребиваване и много от тях напускат традиционните еврейски квартали на Истанбул като Балат за села по Босфора като Кузгунджук. Най-ранното доказателство за еврейско присъствие в квартала е надгробен камък от 1562 г.
Арменците започват да се заселват в Кузгунджук през 18 век и се превръщат в значителна група до 19 век. Османските архиви показват молба от 1834 г. техните нощни религиозни служби да могат да продължат без намеса. През 1835 г. е построена първата им църква.
След установяването на Израел еврейското население, което някога е било значително в Кузгунджук, намалява бързо.
Погромът от 1955 г. предизвика емиграцията на много членове на малцинствените групи в Истанбул, включително гърците и арменците от Кузгунджук. Днес са останали много малко немюсюлмани. Това изселване отваря жилища за мигранти от Анадола, променяйки етническия състав на кварталите на Истанбул. Повечето от новите жители на Kузгунджук идват от Черноморския регион. До края на 20-ти век 15% от жителите на квартала са от Инеболу, 15% от Ризе, 10% от Трабзон, 10% от Токат, 10% от Карс и 10% от Сивас.
Има много малко престъпност в квартала, полицейският участък в Кузгунджук е преместен поради ниска статистика за престъпността.

## Религиозни обекти
В момента в Кузгунджук има две синагоги: синагогата Бет Яков (построена през 1878 г.) и синагогата Бет Нисим (построена през 1840 г.). Еврейското гробище Наккаштепе също е в Kузгунджук.
Църквите на Кузгунджук включват арменската църква Surp Krikor Lusavoriç (Свети Григорий Просветител) (първа построена през 1835 г., преустроена през 1861 г.), Гръцка православна църква Ayios Yeorgios (Свети Георги), Гръцка православна църква Ayios Panteleimon (Свети Пантелеймон), и Агиос Йоанис (Свети Йоан) гръцко православно светилище (Аязма или свещен извор).
В центъра на квартала няма джамия до 1952 г., когато в двора на арменската църква е построена Кузгунджук джамия (със средства за строеж, включващи дарения от арменски паства). Джамията Юрянизаде по брега на северния край на квартала е построена като Meсджит (малка джамия) през 1860 г.

## Снимачна площадка
Мястото със своите исторически имения, църкви, синагоги и джамии, калдъръмени улици, чинари и зеленчукови градини, привлича кинотворците като естествена снимачна площадка. След снимките на популярния телевизионен комедиен сериал Perihan Abla в средата на 90-те години на миналия век, Kузгунджук се превръща в любима локация за няколко други телевизионни сериала и реклами. Жителите обаче не са доволни от непрекъснатия дискомфорт, причинен от снимките ден и нощ.

## Ресторанти
Kузгунджук е популярен със своите ресторанти с морска храна. Рибен ресторант Исмет Баба и ресторант Козиница са само част от тях.

## Известни личности
- Мехмет Али Айбар (1908-1995), лидер на забранената Работническа партия на Турция (TİP)
- Рефика Биргюл (родена през 1980 г.), писателка на книги за храни и телевизионна водеща
- Хюлия Kочийт (родена 1947 г.), филмова актриса
- Павлос Палеологос (1895-1984), журналист, писател
- Октай Ръфат Хорозджу (1914-1988), писател, драматург и поет
- Нихат Саргън, генерален секретар на забранената Работническа партия на Турция (TİP)
- Джан Юджел (1926-1999), поет
- Угур Юджел (роден през 1957 г.), актьор, режисьор и продуцент